# Цзили
Цзили́ (кит. упр. 吉利, пиньинь Jílì) — район городского подчинения городского округа Лоян провинции Хэнань (КНР).

## История
При империи Цинь здесь был создан уезд Хэюн (河雍县). После основания империи Хань здесь был создан удел, а император У-ди создал здесь уезд Хэян (河阳县). Во времена диктатуры Ван Мана он был переименован в Хэтин (河亭县), но при империи Восточная Хань уезду было возвращено прежнее название.
При империи Восточная Вэй на северном и южном берегах Хуанхэ были построены крепости, прикрывающие Лоян с востока, и эта местность получила название «Хэянские три крепости» (河阳三城). При империи Северная Ци структуры уезда были расформированы, а вместо них создан военный округ.
При империи Тан в 843 году была создана область Мынчжоу (孟州), власти которой разместились в административном центре уезда Хэян. При империи Мин уезд Хэян был расформирован, а область была понижена в ранге до уезда — так появился уезд Мэнсянь (孟县).
В 1978 году в этих местах началось строительство крупного нефтехимического комбината. К коммуне Цзили уезда Мэнсянь были присоединены часть земель уезда Цзиюань (济源县), и территория была передана под управление властей Лояна. В 1982 году был официально образован район Цзили.

## Административное деление
Район делится на 3 уличных комитета.